# Ernst Neufert
Ernst Neufert, född 15 mars 1900 i Freyburg an der Unstrut, död 23 februari 1986 i Rolle, Schweiz, var en tysk arkitekt. Neufert arbetade även som lärare och deltog i olika standardutskott. Han är känd för sin bok Bauentwurfslehre.
Neufert gick i murarlära och gick sedan en utbildning på Grossherzoglich-Sächsische Baugewerkschule i Weimar. År 1919 började han vid Bauhaus i Weimar där han stannade till 1920. 1921 återkom han till Bauhaus och arbetade under Walter Gropius. Han arbetade med Gropius på den nya Bauhausbyggnaderna i Dessau och mästarhusen, Meisterhäuser, till Vasilij Kandinskij, Paul Klee och Georg Muche i Dessau. Han återvände sedan till Weimar och var professor för planering under Otto Bartning. Sedan nazisterna stängt Bauhaus verkade Neufert som lärare på Johannes Ittens privata konstskola. 
Neufert började tidigt intressera sig för standardiseringens möjligheter inom byggnation. Han utvecklade boken Bauentwurfslehre som blivit ett standardverk för arkitekter. I boken har Neufert bland annat samlat uppgifter om ritningsformat och nomenklaturregler. Bauentwurfslehre fick även genomslag utanför Tyskland, bland annat i Sverige. Bauentwurfslehre användes av svenska arkitekter innan handboken Bygg lanserades 1947. Boken har även blivit känd under namnet Neufert och på engelska under titeln Architects' Data.
1946 fick Neufert en professur vid Technische Hochschule Darmstadt.

### Fotnoter
1. ↑  Det svenska folkhemsbygget: om Kooperativa förbundets arkitektkontor, Lisa Brunnström (Stockholm: Arkitektur förlag, 2004)